# Duikerklok

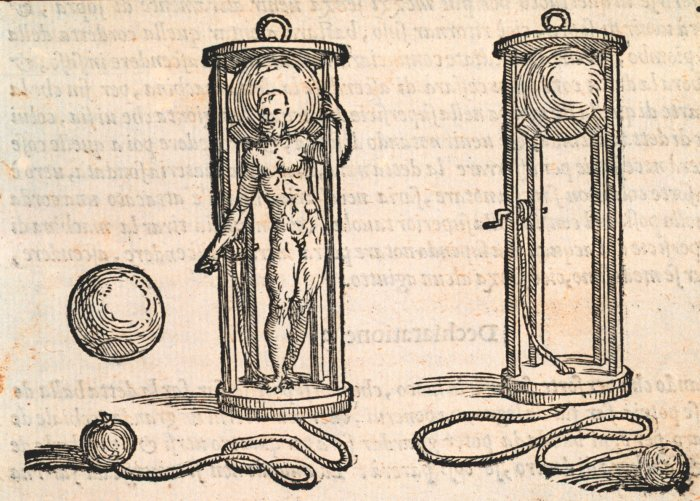
Een vroege duikerklok die in de 16e eeuw werd gebruikt door duikers

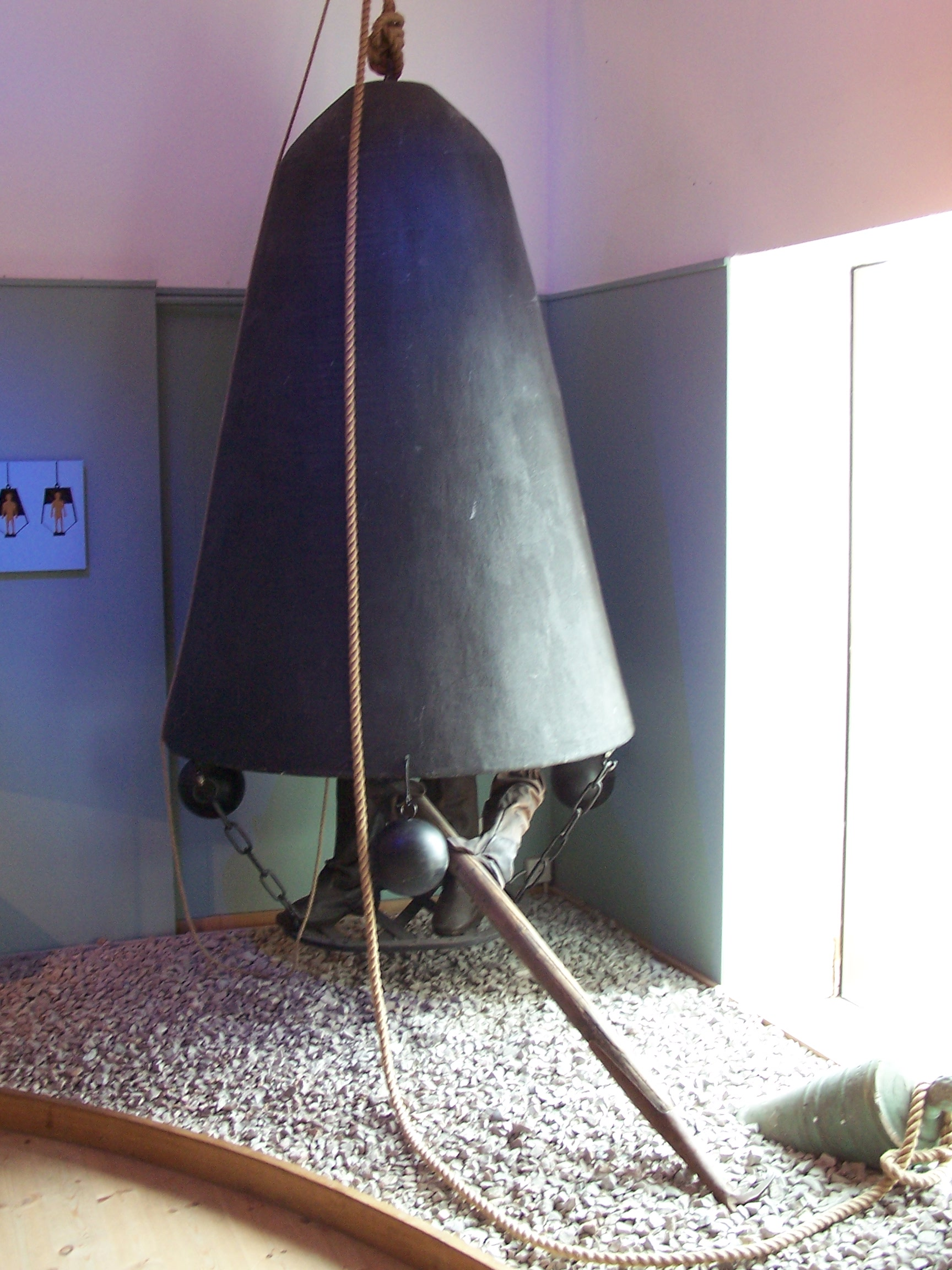
Een oude Zweedse duikerklok. De vorm ervan lijkt op een klok, wat de naam verklaart

Een duikerklok is een ruimte waarin mensen zonder duikuitrusting onder water kunnen blijven. De vroegste types waren open aan de onderzijde, waardoor de druk in de duikerklok gelijk was aan die van de omgeving. De grote voordelen van de duikerklok zijn dat de duikers in de duikerklok kunnen rusten tijdens hun verblijf onder water en niet al hun apparatuur en uitrusting met zich te hoeven meedragen.

## Geschiedenis
Het principe van de duikerklok werd al beschreven door Aristoteles in de 4e eeuw voor Christus; de eerste moderne duikersklok werd gebouwd in 1535, door de Italiaan Guglielmo de Lorena. In Nederland verkreeg Jan Adriaanszoon Leeghwater een patent in 1605. In 1687 maakte William Phips, de latere gouverneur van de staat Massachusetts (VS), een duikerklok om gezonken schatten in West-Indië te bergen, maar zijn duikers wilden hem niet gebruiken. In een klok die de Engelse astronoom Edmond Halley had uitgegeven, bleven duikers voor het eerst lange tijd onderwater. In 1717 beschreef hij hoe mensen op een diepte van 17 meter anderhalf uur overleefden. Hij voorzag de klok van lucht door verzwaarde tonnen met de lucht te laten zakken.
Een duikerklok is open naar het water en bevat dus lucht onder de druk die op de bijbehorende waterdiepte heerst. Na het verlaten van een duikerklok kan dus caissonziekte optreden.
De grootste duikerklok werd gebruikt bij de bouw van de IJ-tunnel in Amsterdam.

## Dierenrijk
Niet alleen de mens is in staat een duikerklok te maken. De waterspin bouwt een eigen duikerklok in de vorm van een luchtbel onder water. Deze wordt door een web van spinrag op zijn plaats gehouden. De spin neemt bij iedere duik een hoeveelheid lucht mee tussen de haartjes op zijn lijf, waarmee de lucht wordt aangevuld en ververst.